# Ленгерська міська адміністрація
Ленге́рська міська адміністрація (каз. Ленгір қаласы әкімдігі, рос. Ленгерская городская администрация) — адміністративна одиниця у складі Толебійського району Туркестанської області Казахстану. Адміністративний центр та єдиний населений пункт — місто Ленгер.
Населення — 32622 особи (2021; 24642 у 2009, 22038 у 1999, 23167 у 1989).
Станом на 1989 рік існувала Ленгерська міська рада (місто Ленгер), селище Підхоз перебувало у складі Казгуртської сільської ради.

## Склад
До складу округу входять такі населені пункти:
| Населений пункт  | Колишні назви | Населення, осіб (1989) | Населення, осіб (1999) | Населення, осіб (2009) | Населення, осіб (2021) |
| ---------------- | ------------- | ---------------------- | ---------------------- | ---------------------- | ---------------------- |
| Ленгер, місто    | -             | 21716                  | 22038                  | 24642                  | 32622                  |
| --Підхоз, селище | -             | 1451                   | -                      | -                      | -                      |